# Ion G. Sbiera
Ion G. Sbiera (n. 1 noiembrie 1836, Horodnic de Jos, Suceava – d. 22 octombrie 1916, Cernăuți) a fost un folclorist și istoric literar român, membru fondator (1866) al Academiei Române. A fost profesor de limba și literatura română la Cernăuți, una dintre personalitățile proeminente ale culturii românești din Bucovina.

## Opera
- Despre însemnătatea refrenului „O lere Doamne”, din colindele române, despre timpul ivirii și însemnătatea lor (1865)
- Grigore Ureche. Contribuiri pentru o biografie a lui (biografie, 1884)
- Codicele Voronețean (1885)
- Povești și poezii poporale românești (1886)
- Colinde, cântece de stea și urări la nunți (1888)
- Aron Pumnul. Voci asupra vieței și însemnătății lui (biografie, 1889)
- Mișcări literare la românii din Bucovina (1890)
- Mișcări culturale și literale la românii din stânga Dunării în răstimpul de la 1504-1714 (1897)
- O pagină din istoria Bucovinei din 1848-1850, dimpreună cu niște notițe despre familia Hurmuzaki (1899)
- Familia Sbiera după tradițiune și istorie și amintiri din viața autorului (autobiografie, 1899)
- Contribuiri pentru o istorie soțială, cetățenească, religioasă, bisericească și cultural-literară a românilor de la originea lor încoace până la iulie 1504 (1906)

Basme
- Petrea Voinicul și Ileana Cosânțana
- Pepelea
- Petrea Făat-Frumos și Zânele
- Fata Cidei,Vântul, Brumă și Gerul
- Voinicul Florilor
- Suncă-Murgă
- Mintă Creață, Busuioc și Suncă-Murgă
- Petrea Pipernicul, Voinicul Florilor și Ciuda Lumii
- Împăratul împetrit
- Ion Săracul
- Iapa cea de trei zile de lungă
- Moartea ca cumătră
- Dealul Roșu
- Fata pe care n-o întrecea nime în vorbă
- Omul cu trei minți
- Omul cu trei talanți
- Hargatul năzdrăvan
- Tâlhariul cel vestit
- Tâlhariul și Frântul
- Cei trei tâlhari
- Fata popii și căpitanul fără nas
- Țiganul cu dor de a fi sfânt
- Baba mireasă
- Babele și moșnegii scăpați de omor